# Fedor den Hertog
Fedor Iwan den Hertog (ur. 20 kwietnia 1946 w Utrechcie, zm. 12 lutego 2011 w Ermelo) – holenderski kolarz torowy i szosowy, mistrz olimpijski oraz dwukrotny medalista szosowych mistrzostw świata.

## Kariera
Pierwszy sukces w karierze Fedor den Hertog osiągnął w 1968 roku, kiedy wspólnie z Joopem Zoetemelkiem, Janem Krekelsem i René Pijnenem zdobył złoty medal w drużynowej jeździe na czas podczas igrzysk olimpijskich w Meksyku. Na tych samych igrzyskach wystartował również w wyścigu ze startu wspólnego, ale został zdublowany. W 1970 roku razem z Popke Oosterhofem, Tino Tabakiem i Adrim Duykerem zdobył brązowy medal w drużynie na szosowych mistrzostwach świata w Leicester. W tej samej konkurencji Holendrzy w składzie: Fedor den Hertog, Adri Duyker, Frits Schur I Aad van den Hoek zdobyli srebrny medal podczas mistrzostw świata w Mendrisio w 1971 roku. Fedor den Hertog wystąpił również na rozgrywanych w 1972 roku igrzyskach olimpijskich w Monachium, gdzie razem z kolegami zajął trzecie miejsce w swej koronnej konkurencji. Drużyna holenderska została jednak pozbawiona medalu po wykryciu niedozwolonych substancji w organizmie Aada van den Hoeka. W stolicy Bawarii zajął także 25. miejsce w wyścigu ze startu wspólnego. Poza igrzyskami Holender wygrał między innymi w Circuit de Lorraine w 1968 roku, Rheinland-Pfalz-Rundfahrt w 1969 roku, Grand Prix des Nations w latach 1969 i 1970, Milk Race w latach 1969 i 1971, DDR Rundfahrt w 1972 roku oraz Ronde van Midden-Zeeland w 1976 roku. Ponadto w 1977 roku wygrał po jednym etapie w  Tour de France i Vuelta a España, ale w obu przypadkach nie ukończył rywalizacji. Kilkakrotnie zdobywał medale mistrzostw kraju, w tym 2 złote w kolarstwie torowym i 2 złote na szosie. Nigdy nie zdobył medalu na torowych mistrzostwach świata.
W 2007 roku, zdiagnozowano u niego raka prostaty, z powodu którego zmarł w lutym 2011 roku.
Jego brat Nidi den Hertog również był kolarzem.